# Скаєнь (Дондушенський район)
Скаєнь (рум. Scăieni) — село в Молдові в Дондушенському районі. Утворює окрему комуну.